# Ogra
Ogra (węg. Marosugra) – wieś w Rumunii, w okręgu Marusza, w gminie Ogra. W 2011 roku liczyła 1606 mieszkańców.